# Paramount Networks Americas
 Paramount Networks Americas (anteriormente MTV Networks Latinoamérica (MTVNLA), posteriormente Viacom International Media Networks The Americas (VIMN The Americas) y ViacomCBS Networks Americas) es una división de Paramount International Networks de Paramount Skydance Corporation. La sede operacional está ubicada en Miami, Florida, Estados Unidos.
Siendo su sede principal en los Estados Unidos, los canales son regulados por la Federal Communications Commission, a pesar de no transmitir para los Estados Unidos.
Grupo Telefe es una empresa argentina dedicada a la producción de contenidos audiovisuales y la operación de licencias de televisión por aire (propiedad de Paramount International Networks desde 2016). Es propietario de Telefe (acrónimo de Televisión Federal), el canal de televisión abierta más visto del país y su señal internacional (Telefe Internacional). Fue adquirida por Viacom en 2016 y actualmente es una subsidiaria de Paramount Networks Americas.
El 30 de septiembre de 2021, ViacomCBS completó el proceso de compra de Chilevisión a WarnerMedia a través de su subsidiaria Paramount Networks Americas. No obstante, Chilevisión continuará operando desde los estudios de Machasa en modalidad de arriendo.

## Renombramiento
Las operaciones brasileñas de MTVNLA, antes del cambio de marca como VIMN The Americas, fueron llamados Viacom Networks Brasil, desde abril, la compañía matriz de MTV Brasil, tiene los derechos exclusivos de la marca MTV en ese país, sin embargo, a partir de octubre de 2013, VIMN The Americas asumió de nuevo la marca MTV en Brasil y relanzó el canal como un canal por cable. 
Paramount Networks Americas ha anunciado la mayor localización de contenidos en Nickelodeon para Brasil y MTV, Nickelodeon, Comedy Central, Telefe y Chilevisión para Argentina, Chile, México y Colombia.

## Canales
| Logo | Nombre               | Programación                                      | Notas |
| ---- | -------------------- | ------------------------------------------------- | --- |
|      | MTV                  | Música, variedades y eventos en vivo              | Se distribuye la señal internacional desde Europa. |
|      | Nickelodeon          | Infantil y juvenil                                | Se distribuye la señal internacional desde Escandinavia y Europa. |
|      | Nick Jr.             | Preescolar e Infantil                             | Se distribuye la señal internacional desde Europa. |
|      | Comedy Central       | Series, animación para adultos, cine y variedades | Se distribuye la señal internacional desde Europa. |
|      | Paramount Network    | Cine y series                                     | Se distribuye la señal internacional desde Europa. |
|      | Telefe               | Generalista                                       | Mediante el Grupo Telefe. |
|      | Telefe Internacional | Generalista                                       | Señal internacional de Telefe. |
|      | Chilevisión          | Generalista                                       | No se distribuye. |
|      | MTV Hits             | Música                                            | Se distribuye la señal internacional desde Europa. Reemplazo de MTV Hits (Latinoamérica) desde el 5 de agosto de 2020. |
|      | MTV Live             | Música y eventos en vivo                          | Se distribuye la señal internacional desde el Reino Unido. |
|      | Club MTV             | Música                                            | Se distribuye la señal internacional desde Europa. |
|      | MTV 80s              | Música                                            | Se distribuye la misma señal desde Europa. |
|      | MTV 00s              | Música                                            | Se distribuye la señal internacional desde Europa. Reemplazo de VH1 (Europa) desde el 2 de agosto de 2021. |
|      | TeenNick             | Infantil y juvenil                                | Se distribuye la señal internacional desde Europa. Anteriormente Nickelodeon HD y Nick 2. Se comenzó a transmitir a partir del 14 de septiembre del 2020 en reemplazo de la primera señal de Nick HD, lanzado en 2012 y relanzada en 2016 como Nick 2. |
|      | NickMusic            | Música                                            | Se distribuye la señal internacional desde Estados Unidos. Reemplazo de VH1 MegaHits y Nicktoons desde el 31 de agosto de 2020. |

### Canales desaparecidos
- VH1 Latinoamérica (2004-2020)
- MTV Hits Latinoamérica (2008-2020)
- Nick 2 (2016-2020)
- Nicktoons Latinoamérica (2013-2020)
- Smithsonian Channel (2018-2023)
- VH1 Brasil (2005-2014)
- VH1 HD (2009-2020)
- VH1 MegaHits (2010-2020)
- MTV Jams (2002-2015)
- Nickelodeon GAS (1999-2009)
- VH1 Soul (1998-2015)
- VH1 Europa (1995-2021; en Latinoamérica 2020-2021)
- VH1 Classic (2004-2020)

### Servicios de streaming
- Paramount+
- Mi Telefe
- Pluto TV

### Servicios de streaming anteriores
- MTV Play
- Nickelodeon Play (conocido como Nick Play)
- Comedy Central Play
- miCHV de Chilevisión
- Noggin de Nick Jr.

### Adquisición de Telefe
A finales de septiembre de 2016 se había anunciado que se estaba cerrando la venta de Grupo Telefe (hasta entonces, propiedad de Telefónica) con Time Warner, para que fuera operada por su filial Turner Broadcasting System Latin America. Pero a fines del mismo mes se difundió que la operación no se había cerrado, y que se estaba negociando su posible venta al grupo Viacom, empresa estadounidense dueña de MTV, Nickelodeon y Paramount. Las razones por las que Turner se le habría complicado lograr la aprobación oficial ocurre tras la posible compra de Time Warner por parte de AT&T, quien a su vez es dueño de DirecTV, por consiguiente, la normativa vigente en el país prohíbe que un operador de TV satelital sea también propietario de canales de televisión de aire, como lo es el caso de Telefe.
En noviembre de 2016, la señal y sus ocho canales de televisión por aire en el interior del país y su señal por cable fueron adquiridos por Viacom, el 5° conglomerado de medios más grande del mundo y actual dueño de señales como MTV y Nickelodeon y de la productora Paramount, entre otras, por una suma que ronda los U$D 400 millones.

### Adquisición de Chilevisión
Durante agosto de 2020, AT&T — matriz de WarnerMedia — comenzó un proceso de reorganización de sus activos a nivel mundial; en ese sentido, diversos medios chilenos e internacionales reportaron que existirían conversaciones con ViacomCBS para una posible venta de Chilevisión. Las tratativas para la adquisición entre ambos conglomerados se desarrollaron directamente en Estados Unidos, a excepción de un proceso de due dilligence local desarrollado durante el último trimestre de 2020.
La compra del canal y la red de señales de TV abierta que opera Chilevisión fue anunciada oficialmente por ViacomCBS el 5 de abril de 2021 por un monto en efectivo entre las partes no informado. La operación fue aprobada por la Fiscalía Nacional Económica el 5 de julio de 2021. El proceso de adquisición del canal finalizó el 30 de septiembre de ese mismo año, el día en que se anunció a Juan Carlos Acosta (presidente de ViacomCBS International Studios & Networks Americas), y Juan Ignacio Vicente (ex Mega) como líderes de la nueva etapa de CHV.